# 圣索沃尔-马尔维尔
圣索沃尔-马尔维尔（法語：Saint-Sauveur-Marville，法語發音：[sɛ̃ sovœʁ maʁvil]）是法国厄尔-卢瓦省的一个市镇，属于德勒区。该市镇于1972年由原市镇圣索沃尔-勒瓦维尔（Saint-Sauveur-Levasville）和马尔维尔莱布瓦（Marville-les-Bois）合并而成。

## 地理
圣索沃尔-马尔维尔（48°35'43"N, 1°16'45"E）面积18.84 平方千米，位于法国中央-卢瓦尔河谷大区厄尔-卢瓦省，该省份为法国北部内陆省份，北起顺时针与厄尔省、伊夫林省、埃松省、卢瓦雷省、卢瓦-谢尔省、萨尔特省和奧恩省接壤。
与圣索沃尔-马尔维尔接壤的市镇（或旧市镇、城区）包括：蒂梅尔-加泰勒、特朗布莱莱维拉日、圣让德勒贝维利耶、索尔尼耶尔。
圣索沃尔-马尔维尔的时区为UTC+01:00、UTC+02:00（夏令时）。

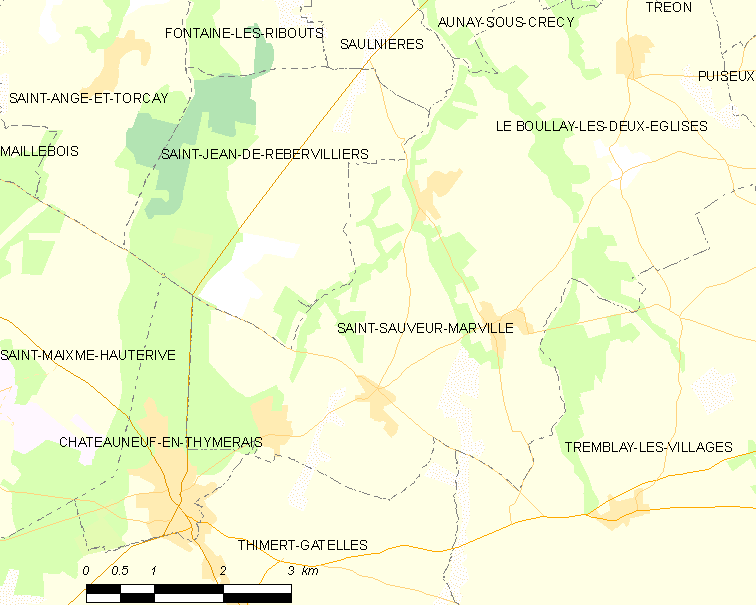
圣索沃尔-马尔维尔的OSM定位图

## 行政
圣索沃尔-马尔维尔的邮政编码为28170，INSEE市镇编码为28360。

## 政治
圣索沃尔-马尔维尔所属的省级选区为圣吕班德容什雷县。

## 人口

1962-2008年间圣索沃尔-马尔维尔人口变化图示

圣索沃尔-马尔维尔于2022年1月1日时的人口数量为927人。